# Vjekoslav Karas
Vjekoslav Karas (Karlovac, 19. svibnja 1821. – Karlovac, 5. srpnja 1858.), hrvatski slikar
Usavršavao se u Italiji. Smatran je začetnikom novijega hrvatskog slikarstva. Slikao je biblijske prizore i sakralne teme, no osobito je važan kao portretist. Osim slikanjem, bavio se i skladanjem te je svirao flautu i gitaru. Vratio se u domovinu 1848. i radio u slikarskoj školi u Zagrebu. U Sarajevu je portretirao Omer-pašu Latasa, što je Ivo Andrić opisao u romanu Omerpaša Latas. Nakon neuspjela pokušaja samoubojstva za boravka kod biskupa Strossmayera u Đakovu, život je završio u Korani. Slikarsku orijentaciju toga "prvog ilirskog slikara" najbolje pokazuje neorenesansna "Rimljanka s lutnjom". U vrijeme portretiranja Irene Türk, Karas zapada u beznadnu ljubav i depresivnu melankoliju. Bez novaca i razumijevanja 5. srpnja 1858. u rodnom Karlovcu u virovima Korane samoubilački traži rješenje očaja i rezignacije. Svojim djelom ostao je nenadmašni bljesak na tmurnom nebu hrvatske umjetnosti 19. stoljeća. 

## Galerija djela
- Rimljanka s lutnjom
- Majka izlaže Mojsija na obalu rijeke
- Gospođa Krešić